# دیوان اشراف
دیوان اشراف تکمیل‌کننده کار دیوان استیفا بود. اگر کار دیوان استیفا را جمع‌آوری مالیات بدانیم، می‌توانیم کار دیوان اشراف را محاسبه و نظارت بر گزارش‌های مالی بدانیم. مأموران این دیوان را مشرف و رئیس دیوان را مشرف کل می‌نامیدند. وظیفه کارگزارن این دیوان بازرسی مالی ایالات مختلف بود.